# 안중근 (드라마)
《안중근》은 SBS에서 1996년 3월 1일에 3시간 연속 방영된 3.1절 특집 드라마로, 독립운동가 안중근 의사의 인간적 · 사상적 고뇌에 초점을 맞춰 조명하였다.

## 등장 인물

### 주요 인물
- 이일재: 안중근 역 - 하얼빈 의거를 일으킨 독립운동가
- 박근형: 이토 히로부미 역 - 일본의 총리이자 조선의 초대통감

### 안중근 일가
- 박영태: 안태훈 역 - 안중근의 아버지
- 정영숙: 조마리아 역 - 안중근의 어머니
- 김서라: 김아려 역 - 안중근의 부인
- 이경영: 안공근 역 - 안중근의 첫째 동생
- 김명진: 안정근 역 - 안중근의 둘째 동생

### 해주사람들
- 묘이이: 난여 역 - 청일전쟁 때 조선의 정착한 중국인이자 안중근의 연인
- 이원발: 경인 역 - 안중근의 동학군 시절부터 독립군 시절까지 함께한 동지
- 문창근: 친구 역 - 안중근의 친구

### 독립운동가
- 이참: 니콜라 빌렘 역 - 안중근의 독립운동을 지원하고 고해성사를 집전한 신부
- 한현배: 엄인섭 역 - 안중근의 의형제
- 이대로: 최재형 역 - 고려인 독립운동가이자 대동공보사 사장
- 안병경: 이강 역 - 대동공보사 편집국장
- 맹상훈: 우덕순 역 - 안중근의 거사 동지
- 양형호: 조도선 역 - 안중근의 거사 동지
- 김성수: 유동하 역 - 안중근의 거사 동지

### 대한제국 황실
- 박칠용: 고종 역 - 조선의 26대 왕이자 대한제국 황제
- 김영애: 명성황후 역 - 고종의 황후
- 배미자: 상궁 역

### 대한제국 대신
- 김봉근: 한규설 역 - 대한제국 의정부 참정대신
- 이환지: 이완용 역 - 대한제국 합부대신이자 친일파
- 김기진: 송병준 역 - 대한제국 농상공부대신이자 일진회 총재를 맡은 친일파

### 이토 일가
- 연운경: 이토 우메코 역 - 이토 히로부미의 후처

### 일본 제국 관료
- 김창봉: 사이고 다카모리 역 - 사쓰마 번주
- 박영지: 이노우에 가오루 역 - 주한 일본공사
- 황범식: 미우라 고로 역 - 을미사변의 범인
- 최동균: 도카이 산시 역 - 일본 낭인
- 유순철: 가쓰라 다로 역 - 대만 총독이자 일본 내무대신
- 성동일: 일본군 병사 역 - 난여를 겁탈한 일본군
- 김경하: 가와카미 도시히코 역 - 하얼빈 총영사
- 이배국: 모리 다이지로 역 - 이토 히로부미의 비서
- 유병한: 다나카 세이지로 역 - 만주 철도 이사
- 조재훈: 일본군 장교 역 - 이토 히로부미의 경호병
- 임동진: 미조부치 다카오 역 - 하얼빈 의거 담당검사
- 양영준: 히라이시 요시토 역 - 뤼순 관동대법원 법원장
- 임혁: 마나베 주조 역 - 하얼빈 의거 담당재판장
- 박정웅: 미즈노 기치타로 역 - 하얼빈 의거 담당변호사
- 남성진: 치바 도시치 역 - 뤼순감옥 교도관이자 안중근의 간수

### 러시아 제국 관료
- 미상: 블라디미르 코콥초프 역 - 러시아 재무대신

## 수상
- 1996년 3월의 좋은 프로그램[2]

## 같이 보기
- 대한국인 (KBS, 1979년)